# ナサニエル・フィリップス
ナサニエル・ハリー・フィリップス（Nathaniel Harry Phillips, 1997年3月21日 - ）は、イングランド・グレーター・マンチェスター州ボルトン出身のプロサッカー選手。EFLチャンピオンシップ・ウェスト・ブロムウィッチ・アルビオンFC所属。ポジションはDF。

## 来歴
ユース時代をボルトン・ワンダラーズFCで過ごし、2016年にリヴァプールFCと契約。3年間はU-23チームなどでプレーし、当時ユースチームの監督を務めていたスティーヴン・ジェラードが育成した逸材として注目を集める。
2019年にトップチームに昇格し、プロ契約を締結。2019-20シーズンはVfBシュトゥットガルトへのローン移籍が決まった。同シーズンは2部リーグでプレーし、リーグ戦9試合に出場していたものの、所属元のリヴァプールに負傷者が続出した関係で、2019年12月28日に急遽復帰が決定。2020年1月6日のFAカップのエヴァートンFC戦の招集メンバーに選出され、加入したばかりの南野拓実らと共に先発出場。試合は1-0の完封勝利でトップチームデビューを飾った。その後1月13日に再度シーズン終了までVfBシュトゥットガルトへローン移籍されることが発表された。
2020-21シーズン当初は全く構想外と見られていたが、DF人に怪我人が続出したことで20試合に出場、来季のチャンピオンズリーグ出場権獲得となる3位確保に貢献した。
2022年1月31日、EFLチャンピオンシップのAFCボーンマスにシーズン終了までレンタル移籍することが発表された。
2023年9月1日、スコティッシュ・プレミアシップのセルティックFCに半年間レンタル移籍することが発表された。
2024年1月30日、カーディフ・シティFCにレンタル移籍で加入した。
2024年8月30日、ダービー・カウンティFCにレンタル移籍で加入。レンタル期間はシーズン終了までとなっている。
2025年6月23日、ウェスト・ブロムウィッチ・アルビオンFCに3年契約で移籍した。

## 人物
- 父のジミー・フィリップスも元サッカー選手で、現役時代はボルトン・ワンダラーズFCなどで活躍し、引退後はボルトンの監督代行なども務めた。

## 個人成績
| クラブ             | シーズン | リーグ         | リーグ戦 | リーグ戦 | カップ戦 | カップ戦 | リーグ杯 | リーグ杯 | 国際大会 | 国際大会 | その他 | その他 | 合計 | 合計 |
| クラブ             | シーズン | リーグ         | 出場     | 得点     | 出場     | 得点     | 出場     | 得点     | 出場     | 得点     | 出場   | 得点   | 出場 | 得点 |
| ------------------ | -------- | -------------- | -------- | -------- | -------- | -------- | -------- | -------- | -------- | -------- | ------ | ------ | ---- | ---- |
| リヴァプール       | 2019-20  | プレミアリーグ | 0        | 0        | 1        | 0        | 0        | 0        | 0        | 0        | 0      | 0      | 1    | 0    |
| リヴァプール       | 通算     | 通算           | 0        | 0        | 1        | 0        | 0        | 0        | 0        | 0        | 0      | 0      | 1    | 0    |
| シュトゥットガルト | 2019-20  | 2.ブンデス     | 19       | 0        | 3        | 0        | -        | -        | -        | -        | 0      | 0      | 22   | 0    |
| シュトゥットガルト | 通算     | 通算           | 19       | 0        | 3        | 0        | -        | -        | -        | -        | 0      | 0      | 22   | 0    |
| リヴァプール       | 2020-21  | プレミアリーグ | 17       | 1        | 0        | 0        | 0        | 0        | 3        | 0        | 0      | 0      | 20   | 1    |
| リヴァプール       | 通算     | 通算           | 17       | 1        | 0        | 0        | 0        | 0        | 3        | 0        | 0      | 0      | 20   | 1    |
| 総通算             | 総通算   | 総通算         | 36       | 1        | 4        | 0        | 0        | 0        | 3        | 0        | 0      | 0      | 43   | 1    |